# Figueiros
Figueiros é uma povoação portuguesa do Município do Cadaval que foi sede da extinta Freguesia de Figueiros, freguesia que tinha 5,14 km² de área e 690 habitantes (2011), e, por isso, uma densidade populacional de 134,2 hab/km².
A Freguesia de Figueiros foi extinta em 2013, no âmbito de uma reforma administrativa nacional, tendo sido agregada à Freguesia de Painho, para formar uma nova freguesia denominada União das Freguesias de Painho e Figueiros da qual é a sede.

## População
| População da freguesia de Figueiros | População da freguesia de Figueiros | População da freguesia de Figueiros | População da freguesia de Figueiros | População da freguesia de Figueiros | População da freguesia de Figueiros | População da freguesia de Figueiros | População da freguesia de Figueiros | População da freguesia de Figueiros | População da freguesia de Figueiros | População da freguesia de Figueiros | População da freguesia de Figueiros | População da freguesia de Figueiros | População da freguesia de Figueiros | População da freguesia de Figueiros |
| ----------------------------------- | ----------------------------------- | ----------------------------------- | ----------------------------------- | ----------------------------------- | ----------------------------------- | ----------------------------------- | ----------------------------------- | ----------------------------------- | ----------------------------------- | ----------------------------------- | ----------------------------------- | ----------------------------------- | ----------------------------------- | ----------------------------------- |
| 1864                                | 1878                                | 1890                                | 1900                                | 1911                                | 1920                                | 1930                                | 1940                                | 1950                                | 1960                                | 1970                                | 1981                                | 1991                                | 2001                                | 2011                                |
| 769                                 | 956                                 | 1 157                               | 1 545                               | 1 572                               | 588                                 | 782                                 | 847                                 | 946                                 | 984                                 | 789                                 | 759                                 | 717                                 | 765                                 | 690                                 |

Pela Lei nº 386, de 04/09/1915, foram desanexados lugares desta freguesia para constituir a de Painho

## Património
- A Igreja de Nª Srª da Conceição.
- Centro de Saúde